# Comtat de Zweibrücken
El comtat de Zweibrücken o en francès comtat de Deux -Ponts, fou una jurisdicció feudal del Sacre Imperi Romanogermànic sorgida per divisió del comtat de Saarbrücken el 1183.
El comte de Saarbrücken Simó I va morir vers 1183 i el fill gran Simó II el va succeir al comtat mentre el segon fill Enric rebia el territori de Zweibrücken. Enric (+ 1228) es va casar amb Hedwigis de Lorena filla de Ferry de Lorena senyor de Bitsch o Bitche. El 1282 es va dividir en tres branques: Zweibrucken, Zweibrücken-Eberstein i Zweibrücken-Bitche (la senyoria de Bitche havia estat bescanviada per altres territoris amb el duc de Lorena). La branca de Zweibrucken va continuar fins Eberard V (o II) que sense hereus i enemistat amb els seus parents de les altres branques, va vendre una part del comtat a l'elector i comte palatí del Rin (de la casa de Wittelsbach) el 1385 i la resta al comte de Sponheim el 1388. Eberard va morir el 1393. Vegeu Palatinat-Zweibrücken.

## Llista de comtes
- Enric I 1180-1225
- Enric II 1225-1282
- Walram I 1282-1309
- Simó II 1309-1312
- Walram II 1312-1366
- Eberard V 1366-1388